# Ян Вос (футболіст)
Ян Вос (нід. Jan Vos; 17 квітня 1888, Утрехт — 25 серпня 1939, Дордрехт) — нідерландський футболіст, нападник.

## Клубна кар'єра
Тривалий час за клуб УВВ (Утрехт), з яким став чемпіоном західного першого дивізіону в 1916-17. Приєднався до команди в 1906 році з нещодавно розпущеного клубу УФК, що грав в третьому дивізіоні Утрехта. Влітку 1918 р. Вос подав прохання про перехід до ГБС (Гаага), але сам відкликав свій запит на переведення. Той сезон він пропустив через травму коліна. Але вже в сезоні 1919-20 грав і забивав за УВВ.
У 1921 році перейшов до Спарти, яка в тому році отримала право зіграти в перехідних матчах до вищого дивізіону. Голи Воса допомогли «Спарті» стала чемпіоном другої ліги і повернутися на найвищий рівень після року відсутності. За новий клуб Ян забив 11 голів, але влітку 1922 року перейшов до ДФК. Після двох сезонів у Дордрехті, Вос повернувся до УВВ у 1924 році у віці 36 років. Ще рік пограв в атаці, після чого перейшов в оборону. Завершив свою кар'єру 3 жовтня 1926 року як лівий захисник у виїзній грі проти ФК «Гілверсум». Останні голи забив 18 січня 1925 року в матчі проти ДФК (5:4).

## Кар'єра в збірній
У збірній Нідерландів дебютував у 1912 році в гостьовій грі проти аматорської збірної Англії. Грав у складі команди на літніх Олімпійських іграх 1912 року в Стокгольмі. Вос забив два голи в матчі першого раунду проти Швеції (4:3) і один гол в півфіналі Австрії (3:1). В півфіналі не забивав, а його команда програла Данії 1:4. В матчі проти Фінляндії за бронзову медаль (9:0) Ян відзначився п'ятьма голами. Досі є гравцем «помаранчевих», який забив найбільше голів в одному міжнародному матчі, хоча його рекорд був повторений трьома гравцями Леном Венте (1934), Джоном Босманом (1987) і Марко ван Бастеном (1990). Всього за збірну Нідерландів Вос зіграв п'ятнадцять матчів, в яких забив десять голів.

## Кар'єра тренера
Також повідомляється, що Вос тренував клуб ПСВ протягом сезону 1921-22, в той самий час, як грав у складі «Спарти».

## Титули і досягнення
- Бронзовий призер Олімпійських ігор (1):

Нідерланди: 1912

## Статистика

### Статистика виступів за збірну
| Дата       | Місто           | Господарі        | Результат | Гості            | Турнір                 | Голи | Примітки                 |
| ---------- | --------------- | ---------------- | --------- | ---------------- | ---------------------- | ---- | ------------------------ |
| 16-3-1912  | Галл            | Англія           | 4 – 0     | Нідерланди       | товариський матч       | -    | Аматорська збірна Англії |
| 24-3-1912  | Зволле          | Нідерланди       | 5 – 5     | Німецька імперія | товариський матч       | -    |                          |
| 29-6-1912  | Стокгольм       | Швеція           | 3 – 4     | Нідерланди       | ОІ 1912 - Перший раунд | 2    |                          |
| 30-6-1912  | Сульна (комуна) | Нідерланди       | 3 – 1     | Австрія          | ОІ 1912 - 1/4 фіналу   | 1    |                          |
| 2-7-1912   | Стокгольм       | Нідерланди       | 1 – 4     | Данія            | ОІ 1912 - 1/2 фіналу   | -    |                          |
| 4-7-1912   | Сульна (комуна) | Нідерланди       | 9 – 0     | Фінляндія        | ОІ 1912 - За 3 місце   | 5    |                          |
| 17-11-1912 | Лейпциг         | Німецька імперія | 2 – 3     | Нідерланди       | товариський матч       | -    |                          |
| 9-3-1913   | Антверпен       | Бельгія          | 3 – 3     | Нідерланди       | товариський матч       | -    |                          |
| 24-3-1913  | Гаага           | Нідерланди       | 2 – 1     | Англія           | товариський матч       | -    | Аматорська збірна Англії |
| 15-11-1913 | Галл            | Англія           | 2 – 1     | Нідерланди       | товариський матч       | -    | Аматорська збірна Англії |
| 15-3-1914  | Антверпен       | Бельгія          | 2 – 4     | Нідерланди       | товариський матч       | -    |                          |
| 5-4-1914   | Амстердам       | Нідерланди       | 4 – 4     | Німецька імперія | товариський матч       | 1    |                          |
| 26-4-1914  | Амстердам       | Нідерланди       | 4 – 2     | Бельгія          | товариський матч       | 1    |                          |
| 17-5-1914  | Копенгаген      | Данія            | 4 – 3     | Нідерланди       | товариський матч       | -    |                          |
| Усього     |                 | Матчів           | 15        |                  | Голів                  | 10   |                          |